# تا جمعه رابینسون
تا جمعه، رابینسون! یا جمعه می‌بینمت، رابینسون فیلمی مستند به کارگردانی میترا فراهانی در سال ۲۰۲۲ است. این مستند در بخش مواجهۀ جشنواره فیلم برلین جایزه ویژه هیئت داوران را برد.

## داستان
میترا فراهانی ایده‌ای در ذهن داشت. آیا می‌تواند رویارویی دو فیلمساز بزرگ، ژان لوک گدار و ابراهیم گلستان، را طراحی کند؟ فراهانی به گدار نامه‌ای می‌نویسد و این آغازگر مکاتبات طولانی‌مدت گدار و گلستان می‌شود. بیشتر این مکالمات در مورد هنر است، اما این دو هنرمند از خودشان هم صحبت می‌کنند. پیام‌های گدار فقط به متن خلاصه نمی‌شود و او گاهی عکس، فیلم و قسمتی از متن یک کتاب را هم ارسال می‌کند.

## بازخورد
گادفری چشایر مستند را جذاب می‌داند و می‌نویسد: «تماشای این دو مرد در محیط اطرافشان، ارتباطات نوشتاری و تصویری آنها را تکمیل می‌کند. گلستان در اطراف عمارت خود که شامل یک شومینۀ غول‌پیکر است که وقتی آن را دیدم به یاد چارلز فاستر کین افتادم، با شمایلی اربابی و ژان لوک گدار با شلوارکی در خانۀ ساده‌اش در رول که مشغول مرتب کردن لباس‌هایش است و سیگار برگی می‌کشد.»
نیکلاس راپولد در نیویورک تایمز دربارۀ این مستند می‌نویسد: «این فیلم عمیق و شوخ‌آمیز، این زوج را از طریق کلمه و تصویر به هم متصل می‌کند، در حالی که آنها ایمیل‌ها را رد و بدل می‌کنند، به بحث و تفکر می‌پردازند، یکی در ساسکس، انگلستان، و دیگری در رول، سوئیس.»